# Tlatlauquitepec (Puebla)
Tlatlauquitepec es una localidad del estado mexicano de Puebla. Es cabecera del municipio de Tlatlauquitepec.

## Demografía
| Gráfica de evolución demográfica |
|                                  |

| Censo | Población |
| ----- | --------- |
| 1900  | 9 829     |
| 1910  | 1 411     |
| 1921  | 1 467     |
| 1930  | 1 843     |
| 1940  | 1 366     |
| 1950  | 2 215     |
| 1960  | 2 888     |
| 1970  | 4 272     |
| 1980  | 4 499     |
| 1990  | 6 946     |
| 1995  | 8 573     |
| 2000  | 8 935     |
| 2005  | 8 664     |
| 2010  | 9 047     |
| 2020  | 9 358     |